# الانتخابات الرئاسية الأمريكية 1988
الانتخابات الرئاسية الأمريكية 1988 هي الانتخابات الرئاسية الأمريكية التي جرت في 1988، لانتخاب رئيس الولايات المتحدة، فاز بالانتخابات جورج بوش الأب.